# Gonzalo Caballero del Hoyo
Gonzalo Caballero del Hoyo (20 de diciembre de 1991 Madrid) es un torero español.

## Biografía
Nació en Madrid, es el mediano de los tres hermanos, su hermano mayor es diseñador gráfico y su hermana pequeña diseñadora de moda. A los dieciséis años ingresó en la escuela taurina de Madrid.

## Carrera profesional
Debutó en público el 10 de septiembre de 2010.
Debutó con picadores en Sevilla con novillos de la ganadería Fuente Ymbro realizó el paseíllo con Javier Jiménez y Fernando Adrián.
Se presentó en Madrid en la Feria de san Isidro, el 14 de mayo de 2012 acartelado en una novillada junto a la torera Conchi Ríos y Tulio Salguero, se lidiaron novillos de la ganadería Buenavista.
Toma la alternativa el 3 de octubre de 2015 en Las Ventas en Madrid con toros de la ganadería Vellosino siendo su padrino a Uceda Leal y el testigo a Eugenio de Mora.

## Estadísticas
- Temporada 2015: una corrida de toros, la de la alternativa en Madrid
- Temporada 2016: nueve corridas de toros, obtuvo doce orejas
- Temporada 2017: cuatro corridas de toros como único espada, obtuvo ocho orejas tras lidiar seis toros de diferentes ganaderías en Torrejón de Ardoz.[6]
- Temporada 2018: diez corridas de toros, obtuvo nueve nueve orejas.
- Temporada 2019: seis corridas de toros seis orejas, toreando dos veces en Madrid donde fue cogido gravemente ambas tardes.[7][8]